# Wilczyce (Bukowina Bobrzańska)
Wilczyce – część wsi Bukowina Bobrzańska w Polsce, położona w województwie lubuskim, w powiecie żagańskim, w gminie Żagań, przy trasie zawieszonej obecnie linii kolejowej Żagań – Szprotawa – Głogów.
W latach 1975–1998 Wilczyce administracyjnie należały do województwa zielonogórskiego.